# Воан-Уильямс, Ральф
Ральф Во́ан-Уи́льямс (англ. Ralph Vaughan Williams транскр. Рейф Воон-Уильямс; 12 октября 1872 года, Даун-Ампни, графство Глостершир ― 26 августа 1958 года, Лондон) ― британский композитор, органист, дирижёр и музыкально-общественный деятель.

## Биография
Воан-Уильямс родился 12 октября 1872 года в семье священника, приходился внучатым племянником Чарльзу Дарвину.
После смерти отца в 1875 году был взят на воспитание матерью. С 1887 года поступил в школу Чартерхаус, где учился до 1890 года и даже организовал в школьном зале концерт, на котором исполнил фортепианное трио соль-мажор собственного сочинения (ныне утерянное).
Учился в Королевском музыкальном колледже Лондона в классах композиции Чарльза Вильерса Стэнфорда и Хьюберта Пэрри, органа ― Уильяма Перретта. Среди его друзей-однокурсников были Леопольд Стоковский и Густав Холст. Именно знакомство с Холстом оказало значительное влияние на развитие творческих взглядов Уильямса.
После окончания Королевского музыкального колледжа в 1897 году переехал в Берлин, где работал органистом и совершенствовался как композитор у Макса Бруха.
Лишь в начале 1900-х годов Уильямс приходит к формированию собственного композиторского стиля.
В 1904 году отправляется в отдаленную местность — графство Норфолк для исследования музыкальной фольклористики.
В 1908 году берёт уроки оркестровки у Мориса Равеля во Франции.
Только в 1910 году появляется его первое крупное сочинение, получившее известность ― фантазия для струнного оркестра на темы Томаса Таллиса.
В 1914 году представляет Лондонскую Симфонию.
С 1921 года профессор композиции Королевского музыкального колледжа. Среди его известных учеников ― Элизабет Мэконки.
Во время Первой мировой войны служил в медицинских войсках.
После войны получил место профессора композиции в Королевском музыкальном колледже.
Активно выступал как дирижёр, дирижирует хорами Баховского и Генделевского обществ. Неоднократно руководил представлениями «Страстей по Матфею» Иоганна Себастьяна Баха.
Умер в 1958 году, похоронен в Вестминстерском аббатстве близ могилы Генри Пёрселла.
Изображен на британской почтовой марке 1972 года.

## Творчество
Воан-Уильямс ― один из крупнейших композиторов первой половины XX века, сыгравший важную роль в возрождении интереса к британской академической музыке. Его наследие весьма обширно: шесть опер, три балета, девять симфоний, кантаты и оратории, сочинения для фортепиано, органа и камерных ансамблей, обработки народных песен и многие другие произведения. В своём творчестве он вдохновлялся традициями английских мастеров XVI―XVII веков (возродил жанр английской маски) и народной музыкой. Произведения Уильямса отмечены масштабностью замысла, мелодизмом, мастерским голосоведением и оригинальной оркестровкой.
Воан-Уильямс является одним из основоположников новой английской композиторской школы — так называемого «английского музыкального ренессанса».

## Наследие
В комплексе Клементс-парк, расположенном в Уорли, Брентвуд, Эссекс, есть дороги, названные в честь композитора и его произведений, наиболее знаменитой из которых является главная дорога «Путь Воана-Уильямса». Он читал лекции в Брентвуде по народной музыке и собрал около 140 песен в деревнях региона.
Он отказался от рыцарского звания и отказался от должности Мастера Королевской Музыки после смерти Элгара. Единственной государственной наградой, которую он принял, был орден «За заслуги» в 1935 году, которая не дает никакого звания: он предпочел остаться «доктором Воаном-Уильямсом».

## Произведения
Симфонические произведения
- Симфония № 1 «Морская», для большого смешанного хора (SATB), оркестра и ударных (1903—1909);
- Симфония № 2 соль мажор «Лондонская» (1911—1913; переработана в 1918, 1920 и 1933);
- Симфония № 3 «Пасторальная» (1921);
- Симфония № 4 фа минор (1931—1934);
- Симфония № 5 ре мажор (1938—1943);
- Симфония № 6 ми минор (1944—1947; переработана в 1950);
- Симфония № 7 «Sinfonia Antarctica» (1949—1952);
- Симфония № 8 ре минор (1953—1955);
- Симфония № 9 ми минор (1956—1957) ;
- «Иов: Маска для танцев», балет (1930);
- Норфолк-рапсодия № 1 (Рапсодия на народные темы графства Норфолк), ми минор (1906, переработана в 1914);
- Норфолк-рапсодия № 2 (Рапсодия на народные темы графства Норфолк), ре минор (1906);
- Пять вариаций на тему песни «Богач и Лазарь», для струнных и арфы (1939);
- «Осы», симфоническая сюита по Аристофану (1909);
- Концерт для фортепиано с оркестром до мажор (1926—1931);
- Concerto Accademico для скрипки и струнного оркестра (1924—1925);
- Концерт для тубы с оркестром фа минор (1954)
- Концерт для гобоя и струнного оркестра (1944);
- Concerto grosso для тройного струнного оркестра (1950);
- Партита для двойного струнного оркестра (1948);
- Сюита на английские народные темы для духового оркестра (1923);
- Фантазия на тему Томаса Таллиса (1910, переработана в 1913 и 1918);
- Фантазия на темы рождественских гимнов для баритона, хора и оркестра (1912);
- Фантазия на тему ирландской народной песни «Greensleeves» (1934);
- «Взлетающий жаворонок», романс для скрипки с оркестром (1914);
- «Пять портретов Тюдоров», сюита для контральто, баритона, хора и оркестра (1936);

Камерно-инструментальные произведения
- Фортепианный квинтет До минор;
- Квинтет ре мажор,
- Струнный квартет до минор;
- Соната для скрипки и фортепиано;
- Струнный квартет № 1, соль минор

## Награды
- Медаль Альберта (Королевское общество искусств) (1955)